# سباکوئیل کلرید
سباکوئیل کلرید (به انگلیسی: Sebacoyl chloride) با فرمول شیمیایی C۱۰H۱۶Cl۲O۲ یک ترکیب شیمیایی است. که جرم مولی آن ۲۳۹٫۱۴ g/mol می‌باشد. 